# Großsteingräber bei Römstedt

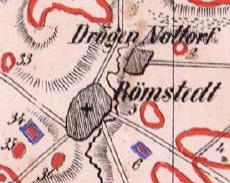
Lage der Gräber (Nr. 6 und 34) nach von Estorff

Die Großsteingräber bei Römstedt waren zwei megalithische Grabanlagen der jungsteinzeitlichen Trichterbecherkultur bei Römstedt im Landkreis Uelzen (Niedersachsen). Sie wurden im 19. Jahrhundert zerstört. Die beiden Anlagen wurden in den 1840er Jahren durch Georg Otto Carl von Estorff dokumentiert. Von einem Grab fertigte er eine Grundrisszeichnung an; diese Anlage trägt die Sprockhoff-Nummer 781.

## Lage
Grab 1 befand sich etwa 750 m östlich von Römstedt, südlich des Weges nach Almstorf. Grab 2 lag westlich von Römstedt. Knapp 3 km südöstlich von Grab 1 befand sich das ebenfalls im 19. Jahrhundert zerstörte Großsteingrab Masbrock und nordwestlich lagen die Großsteingräber bei Niendorf I.

## Beschreibung

### Grab 1

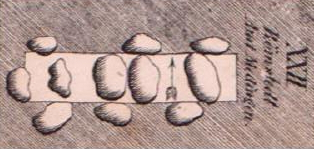
Grundriss von Grab 1 nach von Estorff

Die Anlage besaß eine ost-westlich orientierte Grabkammer die bei von Estorffs Dokumentation bereits stark beschädigt war. Sie bestand ursprünglich wohl aus sechs Wandsteinpaaren an den Langseiten und jeweils einem Abschlussstein an den Schmalseiten. In den 1840er Jahren waren noch jeweils drei Wandsteine der Langseiten und der westliche Abschlussstein erhalten Von den Decksteinen waren nur noch vier vorhanden, die alle ins Innere der Kammer gestürzt waren. Der genaue Grabtyp lässt sich nicht sicher bestimmen, aufgrund der Größe muss es sich aber um einen Großdolmen oder ein Ganggrab gehandelt haben.

### Grab 2
Grab 2 wurde durch von Estorff nicht näher beschrieben. Aus der Kartensignatur ist lediglich ersichtlich, dass es ein Hünenbett besaß. Über Ausrichtung, Maße und Grabtyp liegen keine Informationen vor.